# 青海菜
青海菜是指青海省当地的地方菜系。
青海省五分之四的面积为草原，剩下的五分之一为东部农业和农牧混合区，同时本省为汉、回、藏等多民族聚居之地，所以饮食方面也反映汉回风味互相融合，并吸取了牧区藏族风味。 青海菜口味偏酸辣香咸、软酥醇香，脆嫩。烹饪方法粗放，多烤、炸、蒸、烧、煮，原料上以牛羊肉为主。 由于地处高原，青海菜中以汉回方式烹饪的牛肉菜有很多以牦牛肉为原料，这是青海菜与其他地方菜系中的牛肉菜不同之处。

## 青海菜代表菜品
| - 红蒸湟鱼块 - 金鱼发菜 - 蜂尔里脊 - 虫草雪鸡 - 大盘鸡 - 筏子肉 - 手抓羊肉 - 大盘炕锅羊肉 - 糊羊肉 - 糊羊蹄 - 熏羊肉 - 黄焖羊肉 - 夹板羊肉 | - 羊肉汤粉 - 香酥岩羊 - 血肠 - 羊肠 - 羊肠面 - 炮仗面 - 干拌面 - 干拉面 - 酸菜面块 - 青海擀面皮 - 尕面片 | - 炒面片 - 留香面片 - 青海酿皮 - 洋芋酿皮 - 筒简麻食儿 - 拉条子 - 馍饼 - 馓子 - 狗浇尿 - 糊辣丸子汤 - 老酸奶 - 甜醅 |